# حبابة (مسلسل)
حبابة، مسلسل كويتي أنتجه مسرح السلام بالتعاون مع شركة إنتاج أخرى بدأت عجلة التصوير مع نهاية العام 1977 وتم بثه في مايو 1978.
تمثيل: مريم الغضبان، محمد المنصور، حياة الفهد، أحمد الصالح، إبراهيم الحربي، منصور المنصور، هيفاء عادل، فيحان العربيد، هدى حسين، إخلاص المسباح.

## ملخص الاحداث
الجدة حبابة تقص على حفيدتيها (هدى حسين وإخلاص المسباح) قصة، والمسلسل تدور أحداثة في مشاهد بين الجدة وفي أحداث القصة التي ترويها. والقصة التي تناولها العمل هي إحدى القصص الموجودة في حكاية ألف ليلة وليلة وهي حكاية جودر بن التاجر عمر وأخويه.